# Nada Surf
Nada Surf is een Amerikaanse alternatieve-rockgroep die in 1992 werd gevormd.
De band uit New York bestaat uit Matthew Caws (gitaar, zang), Ira Elliot (drums), Daniel Lorca (bas) en Doug Gillard (gitaar). De band is bekend van het lied "Popular" van het album High/Low (1996). Het lied bereikte de elfde positie in de US Billboard Modern Rock Tracks en kwam tot de 63e plaats in de Billboard 200. Door problemen met de platenmaatschappij kwam het tweede album, The Proximity Effect, in 1998 alleen in Europa op de markt. Twee jaar later verscheen het alsnog in de VS, op het eigen label MarDev Records.
De oprichters van de band Matthew Caws en Daniel Lorca zijn goede schoolvrienden die samen naar de tweetalige Lycée Francais de New York gingen. Zij vormden samen de band Because Because Because in 1991. In 1993 besloten zij hun focus te verleggen naar een nieuw project, Nada Surf. Later kwam daar de drummer Ira Elliot, die eerst deel uitmaakte van de band de Fuzztones, bij.
Na een onderbreking van vier jaar kwam de groep met het album Let Go (Barsuk Records). Het nummer "Inside Of Love" bereikte de 73e plaats in de Engelse hitlijsten. Het album reikte tot de 31e positie. Het vierde album van de band, The Weight Is A Gift, kwam in september 2005 uit. Het werd geproduceerd door Chris Walla van Death Cab For Cutie, Louie Lino en Nada Surf. De eerste single van het album was "Always Love".
Op 5 februari 2008 is het vijfde album van de band uitgekomen, Lucky. Het kenmerkt zich door dezelfde ingetogen indierock als te horen is op The Weight Is A Gift. In 2010 brengt de band een cover album genaamd "If I Had a Hi-Fi ", uit met onder andere covers van Depeche Mode, Kate Bush, Spoon en The Go-Betweens. In 2012 brengen ze hun nieuws studioalbum "The Stars Are Indifferent to Astronomy" uit met de Single "Waiting for Something" en introduceren ze voormalig Guided by Voices guitarist Doug Gillard als vierde bandlid. Ook is in 2012 Matthew Caws naar Engeland verhuisd. Daar worden akoestische versies van vijf nummers van The Stars Are Indifferent to Astronomy als b-sides opgenomen in samenwerking met record producer Lee Russell. Het materiaal wordt uitgebracht als "The Dulcitone Files" ep. De band brengt dan in 2014 ook een compilatie van B-sides and outtakes uit genaamd ''B-Sides".
Nada Surf's achtste studioalbum, You Know Who You Are, wordt 4 maart  2016 uitgebracht. voor het 15 jarig jubiluem van hun album "Let Go" wordt in 2018 het goede doelen album Standing at the Gates: The Songs of Nada Surf's Let Go uitgebracht, ten goede van the ACLU en The Pablove Foundation. Het bestaat uit de nummers van Let Go gecoverd door onder andere the Long Winters, Ed Harcourt, Ron Gallo, Rogue Wave, Holly Miranda en Aimee Mann.
Op 7 februari 2020 is het album "Never Not Together" uitgebracht. Op 13 september 2024 wordt het album getiteld Moon Mirror uitgebracht.

## Bezetting

### Huidige bezetting
- Matthew Caws - leadzang, gitaar (1992 - nu)
- Daniel Lorca - basgitaar, achtergrondzang (1992 - nu)
- Ira Elliot - drums, achtergrondzang (1995 - nu)

### Bezetting in het verleden
- Aaron Conte - drums (1993 - 1995)

### Tijdelijke/meetourende bandleden
- Louie Lino - toetsen
- Daniel Brummel - basgitaar, achtergondzang (2016)
- Martin Wenk - trompet, toetsen, xylofoon
- Doug Gillard - gitaar, achtergrondzang (2012 - 2019)

## Discografie

### Studioalbums
- Karmic (1993)
- High/Low (1996)
- The Proximity Effect (1998)
- Let Go (2002)
- The Weight Is A Gift (2005)
- Lucky (2008)
- If I Had a Hi-Fi (2010)
- The Stars Are Indifferent To Astronomy (2012)
- The Dulcitone Files EP (2012)
- B-Sides (2014)
- You Know Who You Are (2016)
- Never Not Together (2020)
- Moon Mirror (2024)

### Concertalbums
- Live in Brussels (2003)
- Live at the Neptune Theatre (2015)
- Peaceful Ghosts Live (2016)

## Hitlijsten

### Albums
| Album met eventuele hitnotering(en) in de Nederlandse Album Top 100 | Datum van verschijnen | Datum van binnenkomst | Hoogste positie | Aantal weken | Opmerkingen |
| ------------------------------------------------------------------- | --------------------- | --------------------- | --------------- | ------------ | ----------- |
| Lucky                                                               | 05-02-2008            | 09-02-2008            | 98              | 1            |             |

### Singles
| Single met eventuele hitnotering(en) in de Nederlandse Top 40 | Datum van verschijnen | Datum van binnenkomst | Hoogste positie | Aantal weken | Opmerkingen |
| ------------------------------------------------------------- | --------------------- | --------------------- | --------------- | ------------ | ----------- |
| Popular                                                       | 18-6-1996             | 21-12-1996            | 54              | 8            |             |